# عوف بن الأحوص
عوف بن الأحوص بن جعفر بن كلاب بن ربيعة بن عامر بن صعصعة بن معاوية بن بكر بن هوازن، الأحوص لقب أبيه «ربيعة». ينتهي نسبه إلى قيس عيلان؛ فهو من بنو عامر بن صعصعة. ومن اخوته عمرو بن الاحوص وكان سيد بني عامر في يوم ذي نجب وقتل فيه وشريح بن الاحوص هو من قتل لقيط بن زرارة التميمي يوم شعب جبلة. وعوف بن الأحوص جد الصحابي علقمة بن علاثة. وعمه خالد بن جعفر بن كلاب هو من قتل الملك زهير بن جذيمة. وهو ابن عم ملاعب الأسنة. وأبو عوف هو الفارس المشهود له بالشجاعة وسداد الرأي ربيعة بن جعفر والملقب بالأحوص وذلك لضيق في عينيه. شارك عوف أباه في حروب قومه ومنها يوم الرحرحان يوم شعب جبلة يوم ذي نجب .ويعرف من أقاربه أيضا عامر بن الطفيل؛ فهو والطفيل والد عامرٍ أبناء عمومة.
وهو القائل: وإني وقيسأً كسمن كلبه                 فتخدشه أنيابه وأظافره